# 2012 HE85
2012 HE85, também escrito como 2012 HE85, é um pequeno objeto transnetuniano que está localizado no cinturão de Kuiper, uma região do Sistema Solar. Ele provavelmente está em uma ressonância orbital de 5:9 com o planeta Netuno. 2012 HE85 possui uma magnitude absoluta de 8,9 e tem um diâmetro com cerca de 74 quilômetros.

## Descoberta
2012 HE85 foi observado pela primeira vez por uma equipe de astrônomos usando um dos telescópios Magalhães no Chile durante o New Horizons KBO Search em 18 de abril de 2012, a fim de encontrar um possível alvo de passagem para a sonda espacial.

## Órbita
A órbita de 2012 HE85 tem uma excentricidade de 0,151 e possui um semieixo maior de 44,509 UA. O seu periélio leva o mesmo a uma distância de 40,166 UA em relação ao Sol e seu afélio a 48,852 UA.

## Imagem
Em 2017, quando a sonda espacial New Horizons fotografou 2012 HE85, se tornou a imagem mais distante da Terra já capturada por uma espaçonave. A imagem foi feita pelo Long Range Reconnaissance Imager (LORRI) da espaçonave em 5 de dezembro de 2017 a mais de 6,12 bilhões de quilômetros (40,9 UA) de distância da Terra. Este recorde foi anteriormente mantido pela espaçonave Voyager 1, que tirou a icônica imagem do "Pálido Ponto Azul" a 6,06 bilhões de quilômetros da Terra em fevereiro de 1990.
Em dezembro de 2017, a New Horizons também fotografou o objeto clássico do cinturão de Kuiper (516977) 2012 HZ84, que foi descoberto pela mesma equipe de astrônomos na noite anterior à primeira observação de 2012 HE85. Ambos os objetos mantiveram esse recorde por pouco mais de um ano, até que foi substituído na véspera de ano novo de 2018/19, quando a New Horizons fez seu sobrevoo em 486958 Arrokoth a uma distância recorde de 6,4 bilhões de quilômetros da Terra.